# Amblyodipsas
Amblyodipsas – rodzaj węży z podrodziny aparalakt (Aparallactinae) w rodzinie gleboryjcowatych (Atractaspididae).

## Rozmieszczenie geograficzne
Rodzaj obejmuje gatunki występujące w Senegalu, Gambii, Gwinei Bissau, Gwinei, Sierra Leone, Wybrzeżu Kości Słoniowej, Mali, Nigrze, Nigerii, Chadzie, Burkina Faso, Togo, Beninie, Republice Środkowoafrykańskiej, Sudanie Południowym, Ugandzie, Somalii, Kenii, Angoli, Demokratycznej Republice Konga, Tanzanii, Zambii, Malawi, Mozambiku, Zimbabwe, Botswanie, Namibii, Eswatini i Południowej Afryce.

## Systematyka
Rodzaj zdefiniował w 1857 roku niemiecki zoolog Wilhelm Peters w artykule zatytułowanym O Amblyodipsas, rodzaju węża z Mozambiku, opublikowanym w czasopiśmie „Monatsberichte der Königlichen Preussische Akademie des Wissenschaften zu Berlin”. Gatunkiem typowym jest (oznaczenie monotypowe) A. microphthalma.

### Etymologia
- Choristodon: gr. χωριστος khōristos ‘dający się oddzielić, rozdzielny’, od χωριζω khōrizō ‘rozdzielić, podzielić’[9]; οδους odous, οδοντος odontos ‘ząb’[10] . Gatunek typowy (oznaczenie monotypowe): Choristodon concolor Smith, 1849.
- Amblyodipsas: gr. αμβλυς amblus ‘tępy, niewyraźny, matowy’, od αμβλυνω amblunō ‘stępić’; διψας dipsas, διψαδος dipsados ‘jadowity wąż, którego ukąszenie wywołuje silne pragnienie’[1].
- Calamelaps: zbitka wyrazowa nazw rodzajów: Calamaria H. Boie, 1826 oraz Elaps Schneider, 1801[3]. Gatunek typowy (oryginalne oznaczenie): Calamaria unicolor Reinhardt, 1843.
- Clothelaps: gr. κλωθω klōthō ‘skręcać, wydłużać’[11]; ελοψ elops, ελοπος elopos ‘niemy’, tu w znaczeniu ‘rodzaj jakiegoś węża’[12] . Gatunek typowy (oznaczenie monotypowe): Atractaspis hildebrandtii Peters, 1877 (= Calamelaps polylepis Bocage, 1873).
- Rhinocalamus: gr. ῥις rhis, ῥινος rhinos ‘pysk, ryj, dziób’[13]; καλαμος kalamos ‘trzcina’[14]. Gatunek typowy: Rhinocalamus dimidiatus Günther, 1888.
- Choristocalamus: gr. χωριστος khōristos ‘dający się oddzielić, rozdzielny’, od χωριζω khōrizō ‘rozdzielić, podzielić’[9]; καλαμος kalamos ‘trzcina’[14].

### Podział systematyczny
Do rodzaju należą następujące gatunki: 
- Amblyodipsas concolor (Smith, 1849)
- Amblyodipsas dimidiata (Günther, 1888)
- Amblyodipsas katangensis de Witte & Laurent, 1942
- Amblyodipsas microphthalma (Bianconi, 1852)
- Amblyodipsas polylepis (Bocage, 1873)
- Amblyodipsas rodhaini (de Witte, 1930)
- Amblyodipsas teitana Broadley, 1971
- Amblyodipsas unicolor (Reinhardt, 1843)
- Amblyodipsas ventrimaculata (Roux, 1907)